# Campeonato Francés de Fútbol (USFSA) 1907
El Campeonato Francés de Fútbol 1907 fue la 14.ª edición de dicho campeonato, organizado por la USFSA (Union des Sociétés Françaises de Sports Athlétiques). El campeón fue el Racing Club de France.

## Torneo

### Primera ronda
- Burdigala Bordeaux - US Cognaçaise
- Olympique de Cette 0-5 Stade Olympique des Étudiants Toulousains
- CPN Châlons 5-0 Groupe Sportif Nancéien
- Olympique de Marseille 9-1 Sporting Club de Draguignan

### Segunda ronda
- CPN Châlons 1-0 Sporting Club Abbeville
- Stade Olympique des Étudiants Toulousains 7-1 Burdigala Bordeaux
- Olympique de Marseille 8-1 Lyon Olympique

### Cuartos de final
- RC Roubaix 7-0 CPN Châlons
- Le Havre AC - US Le Mans (forfeit de Le Mans)
- RC France 5-0 Union sportive Servannaise
- Olympique de Marseille 1-0 Stade Olympique des Étudiants Toulousains

### Semifinales
- RC France 3-1Olympique de Marseille
- RC Roubaix 1-1 Le Havre AC (se recurrió a un partido desempate)
- RC Roubaix 7-1 Le Havre AC

### Final
- RC France 3-2 RC Roubaix